# Lasioderma flavicollis
Lasioderma flavicollis is een keversoort uit de familie klopkevers (Anobiidae). De wetenschappelijke naam van de soort is voor het eerst geldig gepubliceerd in 1865 door Wollaston.